# Ангел Лафчиев
Ангел Димитров Лафчиев или Лавчиев е български революционер, деец на Вътрешната македоно-одринска революционна организация.

## Биография
Лафчиев е роден на 5 януари 1868 година в Еникьой, Дедеагачко, в Османската империя. Работи като търговец. Заедно с Георги Маринов, Димитър Гоголов и българския учител в Дедеагач Кирил Христов Совичанов основават първия революционен комитет в Дедеагачко в 1896 година. Ангел Лафчиев става касиер на Дедеагачкия окръжен революционен комитет.
В 1903 година при Чобанкьойската афера властите залавят архива на комитета у българския учител в Еникьой Вълчо Атанасов и Лавчиев е принуден да стана нелегален в Домуздеренския балкан в четата на Константин Нунков. С четата на Нунков обикаля и организира българските села, след което при Арнауткьой минават Арда и се озовават в Хасково. Касиерът на комитета доктор Костов ги снабдява с пари и билети и те заминават за Пловдив, където Лафчиев получава писмо от Юлиан Шумлянски, с което му съобщава, че жена му и детето му са живи и здрави, но той е осъден задочно на 101 години затвор от Одринския съд. Амнистиран е в 1904 година и се завръща обратно в Дедеагач, където работи като търговец. Продължава с революционната си дейност и влиза в конфликти с Дедеагачкия гръцки революционен комитет. В 1906 година гърците взривяват нощем кантората му. Пристига полиция и архиерейският наместник Тодор Попниколов, квартирата е обискирана, а Лафчиев е арестуван като укривател на бомби. След 40 дни следствие е изпратен да бъде съден в Одрин. Връзка в затвора му е ученикът от Одринската гимназия Ангел Янев, който е и член на революционната организация. За Лафчиев се застъпват българският търговски агент Георги Стоев и секретарят му Никола Семенов и съдът го оправдава.
След като Западна Тракия е предадена на Гърция, в 1918 година Лафчиев емигрира в Пловдив.
На 1 март 1943 година, като жител на Пловдив, подава молба за българска народна пенсия. Молбата е одобрена и пенсията е отпусната от Министерския съвет на Царство България.